# Yacoubians hus
Yacoubians hus (arabiska: عمارة يعقوبيان ʿImārat Yaʿqūbīān) är en roman skriven av den egyptiska författaren Alaa al-Aswany. Novellen publicerades första gången år 2002 i Egypten och har nått mycket höga försäljningssiffror i den arabiska världen. Yacoubians hus har översatts till engelska, franska, tyska samt ett 20-tal andra språk. År 2006 spelades en film in med samma namn och 2007 skapades även en tv-serie baserad på boken.

## Handling
De fattiga bor uppe på taket, i små kabysser. I lägenheterna längre ned har man däremot gott om plats. Där har en markägare, som fått delar av sin mark exproprierad, sitt kontor och kärleksnäste, en chefredaktör har sin bostad där, en nyrik man håller sin andra fru med en våning i huset och flera så kallade normala människor bor här. I boken vävs människornas öden ihop och huset blir ett mikrokosmos av Egypten. Författaren tar upp många egyptiska tabun som den korrupta politiken, bigotta sexualmoralen, alldagligt våld, homosexualitet, klasskillnader, terrorism med mera.

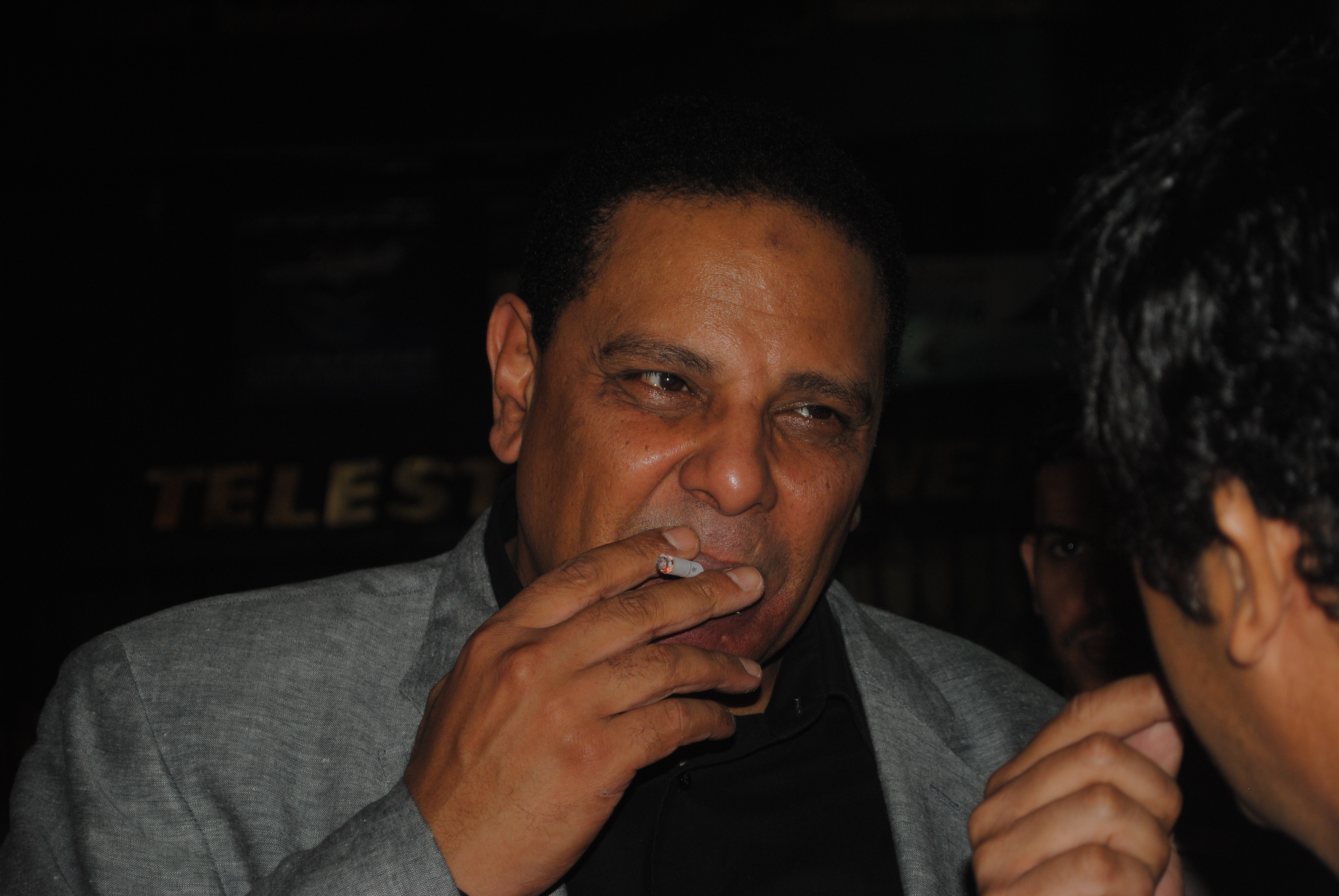
Författaren Alaa Al Aswany, augusti 2011.